# Fraita
Fraita es una ciudad en Marruecos en la provincia de El Kelaa des Sraghna. Está situada a 21 kilómetros al sureste de El Kelaa des Sraghna. Según las estadísticas, en 2014 contaba con 11 298 habitantes.
- Datos: Q1440541

1. ↑  Worldpostalcodes.org,código postal n.º 43150.